# Iguana iguana
L'iguana verde (Iguana iguana Linnaeus, 1758), detta anche iguana dai tubercoli o iguana comune, è un sauro arboricolo della famiglia Iguanidae, nativo del Centro e Sud America.

## Descrizione
È probabilmente la specie più grande della famiglia Iguanidae, sebbene alcune specie del genere Cyclura possano eguagliare o superarne il peso; presentano dimorfismo sessuale, e gli adulti tipicamente misurano da 120 a 170 cm di lunghezza dalla testa alla coda, ma alcuni maschi di grandi dimensioni possano superare 8 kg di peso, e raggiungere 2 m di lunghezza.
Nonostante il nome, le iguane verdi presentano diversi colori e livree: nei paesi meridionali del loro areale, come il Perù, esse presentano un colore bluastro con marcature blu accese, mentre su isole Caraibiche come Bonaire, Curaçao, Aruba e Grenada, il colore può variare dal verde al lavanda al nero, e persino al marrone rossastro; le iguane verdi della regione occidentale della Costa Rica sono di colore rosso acceso, mentre gli animali dei paesi settentrionali, come il Messico, appaiono arancioni; le iguane verdi di El Salvador, da giovani, sono spesso di un blu brillante, ma perdono questo colore quando invecchiano.
I maschi tendono a mostrare comportamenti più dominanti, come oscillare la testa e frustare con la coda. Tendono anche a sviluppare una cresta dorsale più alta rispetto alle femmine, così come squame dorsali (o spine) più alte. Le guance, grandi rotonde e molto pronunciate, sono generalmente una caratteristica maschile. Esse si trovano nella mascella e sono protette dalla placca sottotimpanica (una grande squama di forma circolare).

## Biologia

### Alimentazione
Le iguane verdi sono principalmente erbivore, e in cattività si nutrono principalmente di foglie come rapa, senape e tarassaco, ma anche di frutta, fiori e germogli di oltre 100 specie diverse di piante. Occasionalmente possono nutrirsi anche di insetti e altri artropodi.

### Riproduzione
Sono ovipare, con femmine che depongono dalle 20 alle 70 uova una volta all'anno durante il periodo di nidificazione; dopo la deposizione delle uova, la femmina non fornisce alcuna cura parentale.
I piccoli emergono dal nido dopo 10-15 settimane di incubazione. Appena schiuse, le giovani iguane sono già molto simili agli adulti; assomigliano però più alle femmine adulte che ai maschi e sono prive della cresta di squame dorsali. I giovani rimangono in gruppi familiari per tutto il primo anno di vita.

## Distribuzione e habitat
Possiede un areale molto ampio, tanto da poter essere rinvenuta dal Messico al nord dell'Argentina, dal Brasile al Paraguay, ed anche nelle isole dei Caraibi.
Predilige le zone ricche di vegetazione, in particolare abita gli alberi che sorgono nelle vicinanze di corsi d'acqua.

## Tassonomia

### Sottospecie
Sono state distinte due sottospecie:
- Iguana iguana iguana (Linnaeus, 1758)
- Iguana iguana rhinolopha (Wiegmann, 1834)

### Sinonimi
Sono stati riportati i seguenti sinonimi:
- Hypsilophus rhinolophus Fitzinger, 1843
- Hypsilophus tuberculatus Wagler, 1830
- Hypsilophus tuberculatus Fitzinger, 1843
- Iguana coerulea Daudin, 1802
- Iguana coerulea Spix (non Daudin), 1825
- Iguana emarginata Spix, 1825
- Iguana hernandessi Jan, 1857 (nomen nudum fide Smith & Taylor, 1950)
- Iguana iguana Conant & Collins, 1991
- Iguana iguana Schwartz & Henderson, 1991
- Iguana iguana Liner, 1994
- Iguana iguana rhinolopha (Wiegmann, 1834)
- Iguana iguana rhinolopha McNish, 2011
- Iguana lophryoides Spix, 1825
- Iguana lophyroides Spix, 1825 (fide Franzen & Glaw, 2007)
- Iguana minima Laurenti, 1768
- Iguana (Hypsilophus) rhinolophus Wiegmann, 1834
- Iguana rhinolopha Duméril & Bibron, 1837
- Iguana rhinolophus Günther, 1885
- Iguana sapidissima Merrem, 1820
- Iguana sapidissima Wied, 1824
- Iguana squamosa Spix, 1825
- Iguana tuberculata Laurenti, 1768
- Iguana tuberculata Duméril & Bibron, 1837
- Iguana tuberculata Boulenger, 1885
- Iguana tuberculata Günther, 1885
- Iguana tuberculata Cope, 1886
- Iguana viridis Spix, 1825
- Iguana vulgaris Link, 1806
- Lacerta iguana Shaw & Nodder, 1795
- Lacerta igvana Linnaeus, 1758
- Prionodus iguana Wagler, 1828

## Allevamento
Le iguane verdi sono di gran lunga i rettili più venduti al mondo. Tuttavia, questi animali richiedono cure adeguate per tutta la loro vita e molti muoiono entro pochi anni dall'acquisto.
Recentemente è stato riscontrato un aumento del commercio illegale, ed è stato proposto un divieto di commercio di veicoli all'interno e all'esterno delle Piccole Antille.
Le iguane verdi prosperano solo a temperature comprese tra 79 °F (26 °C) e 95 °F (35 °C) e devono disporre di adeguate fonti di luce UVB e UVA, altrimenti il loro organismo non è in grado di produrre vitamina D per favorire l'assorbimento del calcio, il che può portare a una malattia metabolica delle ossa che può essere fatale. In alcune regioni (come New York e le Hawaii), le iguane sono considerate animali domestici esotici e il loro possesso è vietato. A causa dell'impatto potenziale della specie introdotta sull'ecosistema delle Hawaii, lo Stato ha stabilito norme severe per quanto riguarda l'importazione e il possesso di iguane verdi; i trasgressori possono trascorrere tre anni in carcere ed essere multati fino a 200000 dollari.

## Conservazione
L'iguana verde è elencata nell'Appendice II della Convenzione sul commercio internazionale delle specie minacciate di estinzione (CITES), il che significa che il commercio internazionale è regolato dal sistema di permessi CITES. Inoltre, l'iguana verde è elencata come specie di Minore Preoccupazione dalla IUCN, che cita l'impoverimento dell'habitat a causa dello sviluppo che potrebbe essere preoccupante per le popolazioni di iguana verde in futuro. Storicamente, la carne e le uova dell'iguana verde sono state consumate come fonte di proteine in tutto il loro areale di origine, e sono apprezzate per le loro presunte proprietà medicinali e di eccitazione.

## Galleria d'immagini

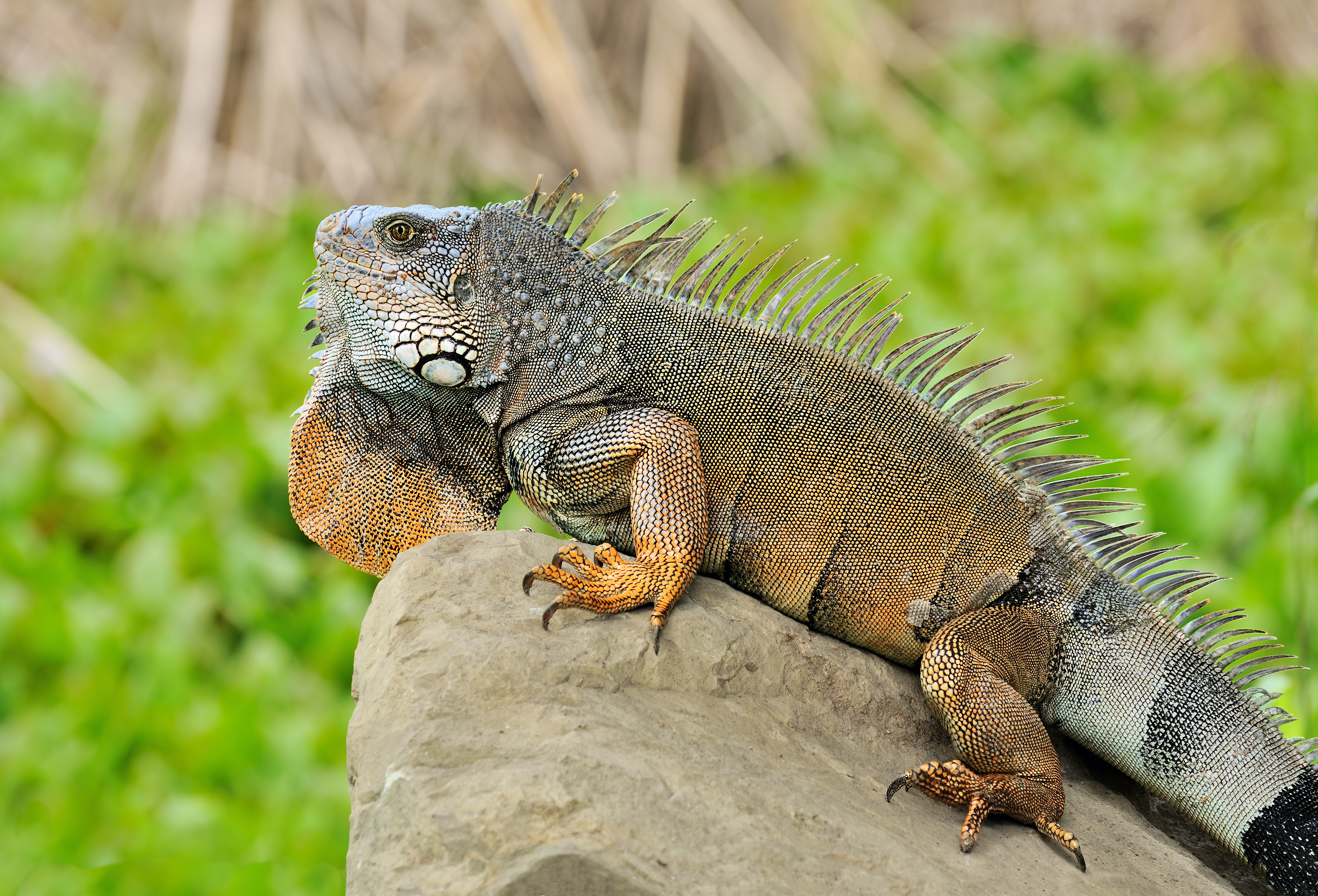
Esemplare nel giardino botanico di Portoviejo, Ecuador
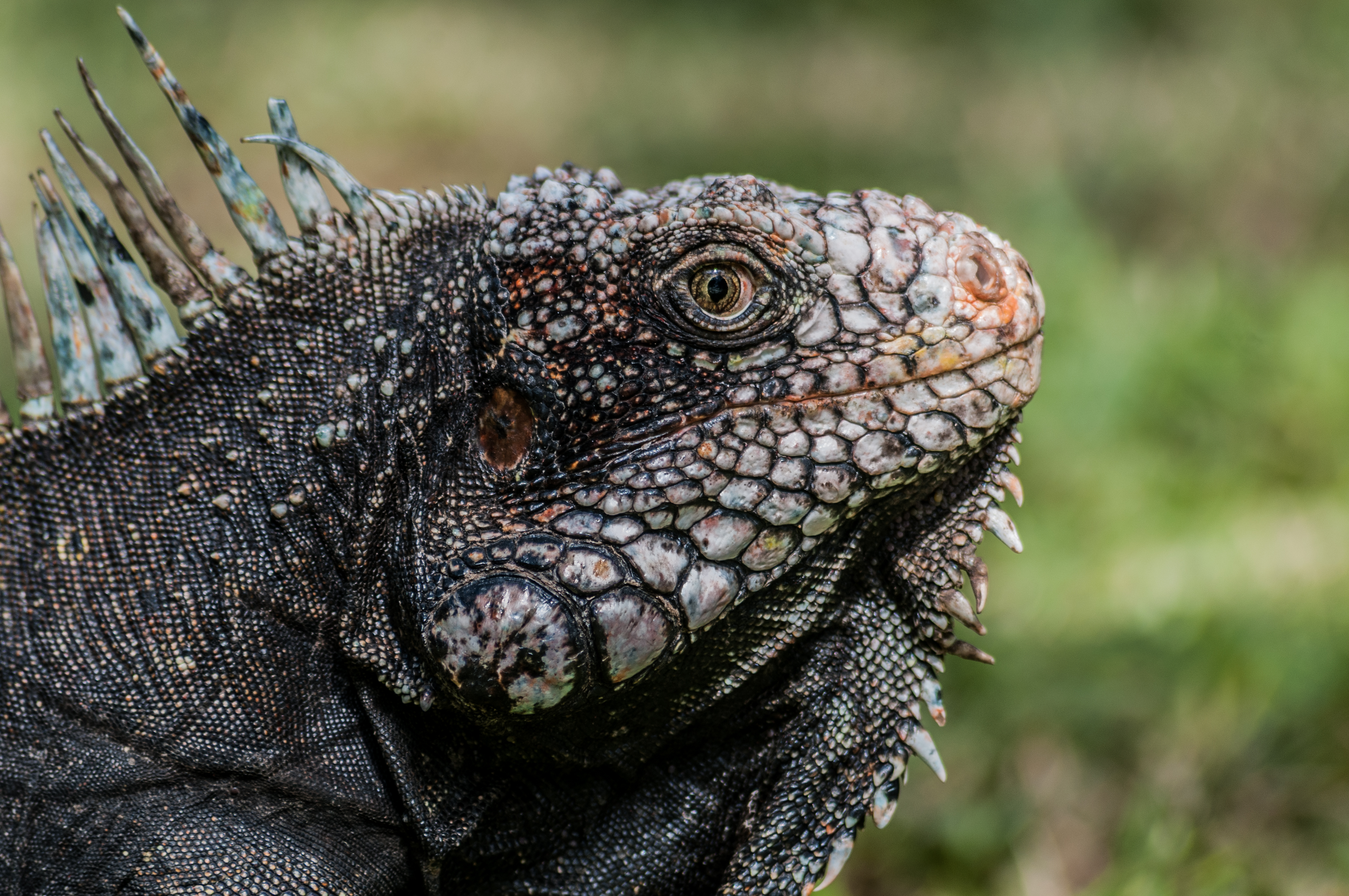
Esemplare in Venezuala
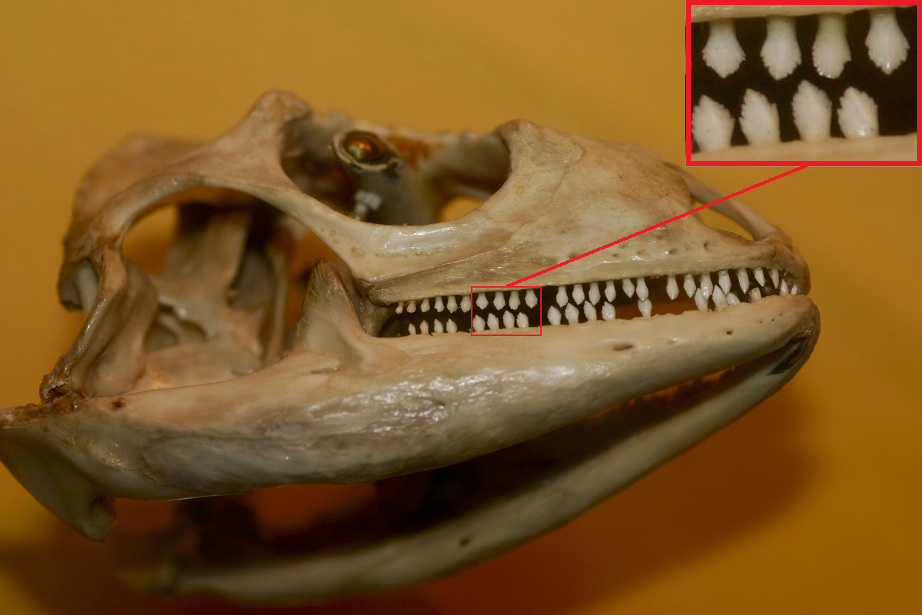
Teschio e dettaglio dei denti
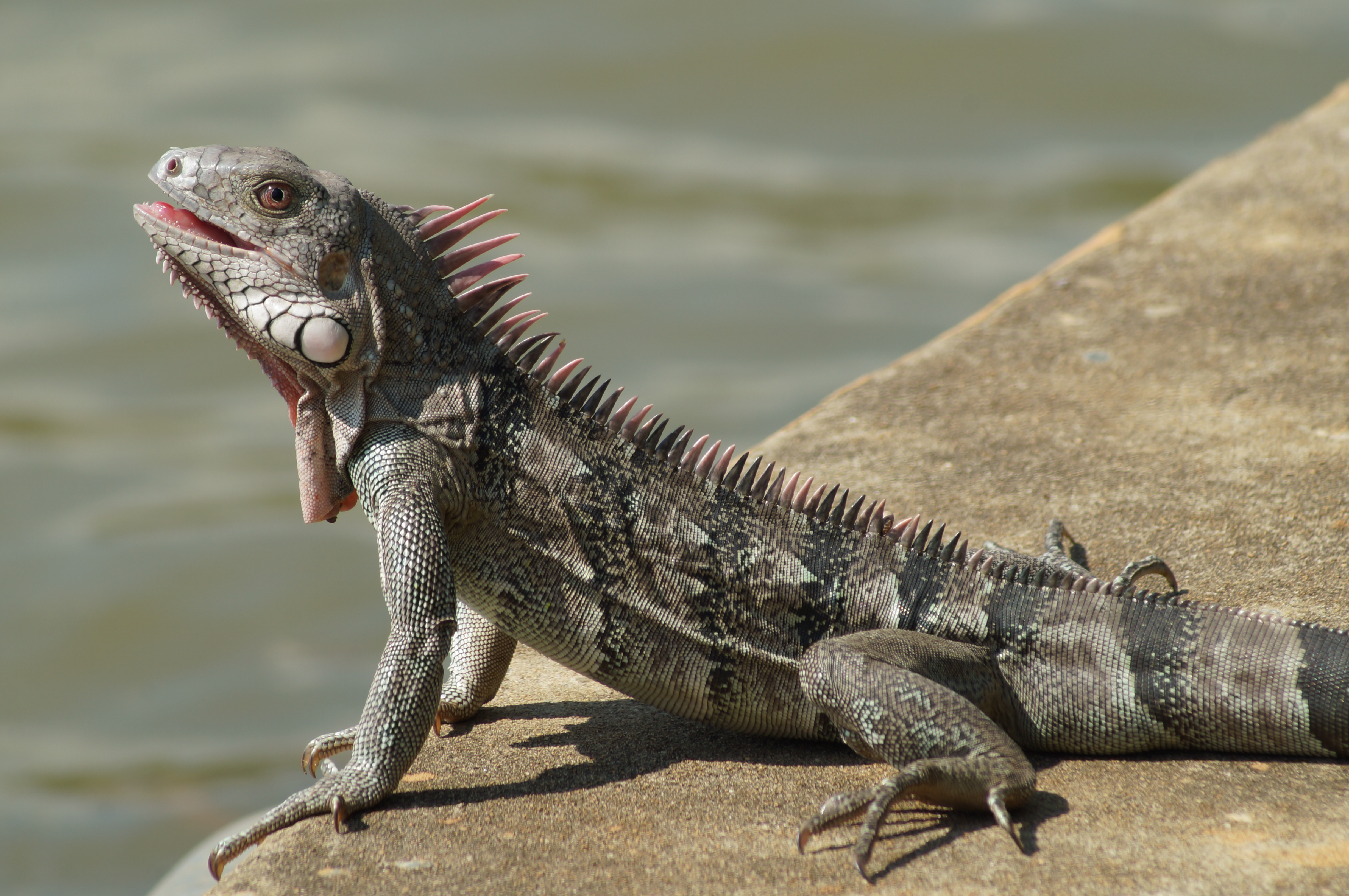
Iguana Iguana
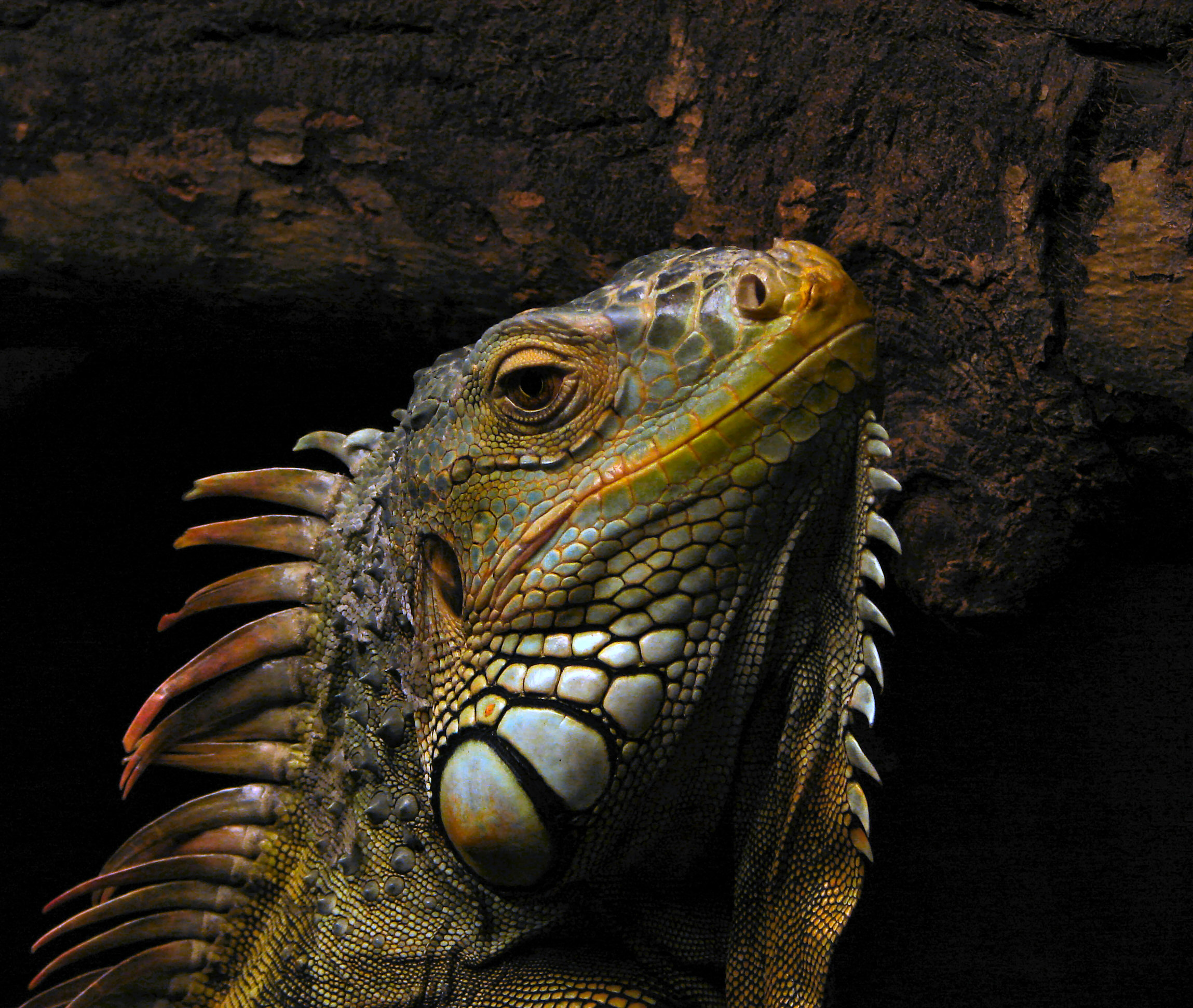
Primo piano di una iguana verde
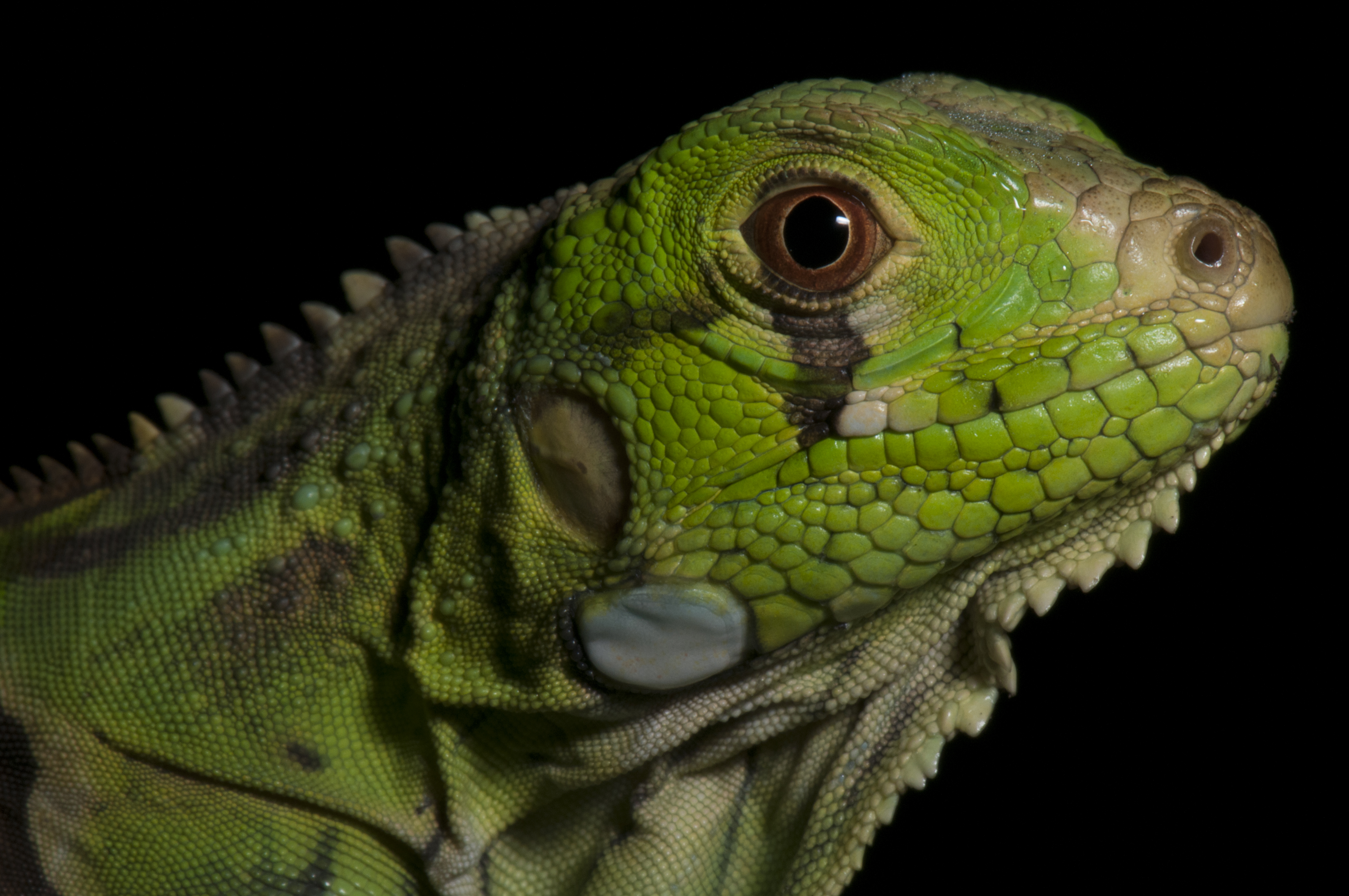
Giovane iguana
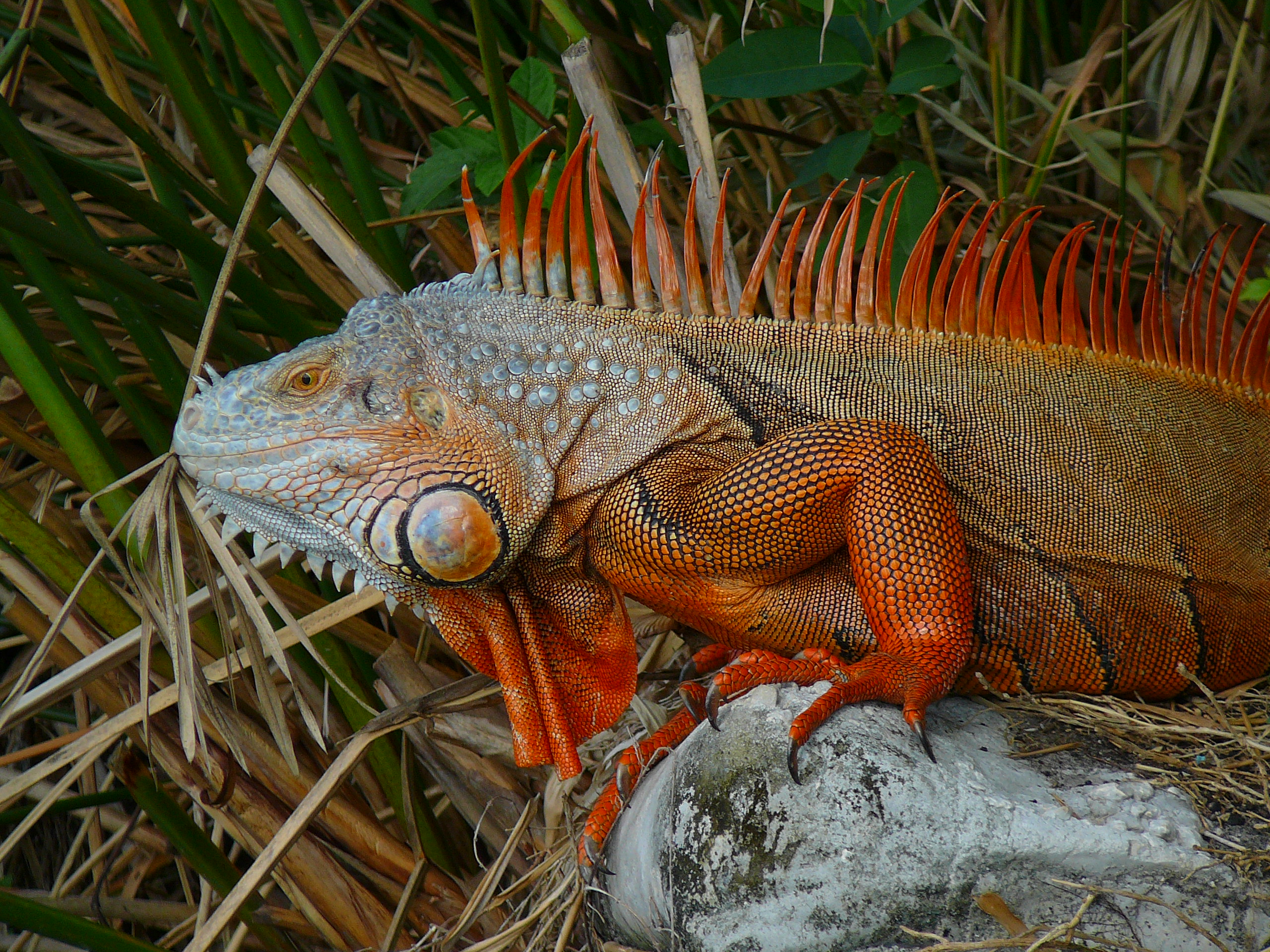
Maschio adulto di colore rosso
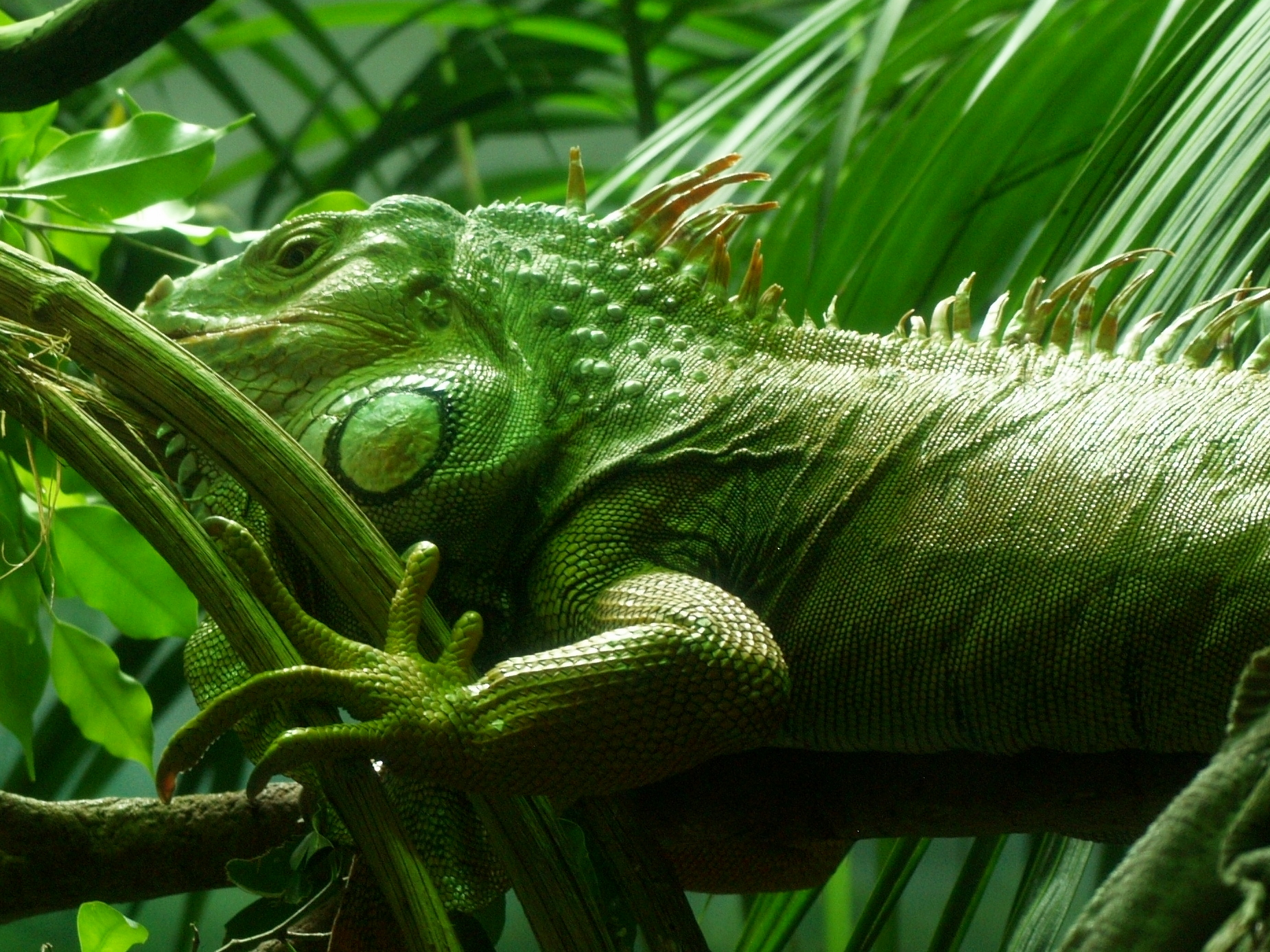
Esemplare all'Acquario di Genova
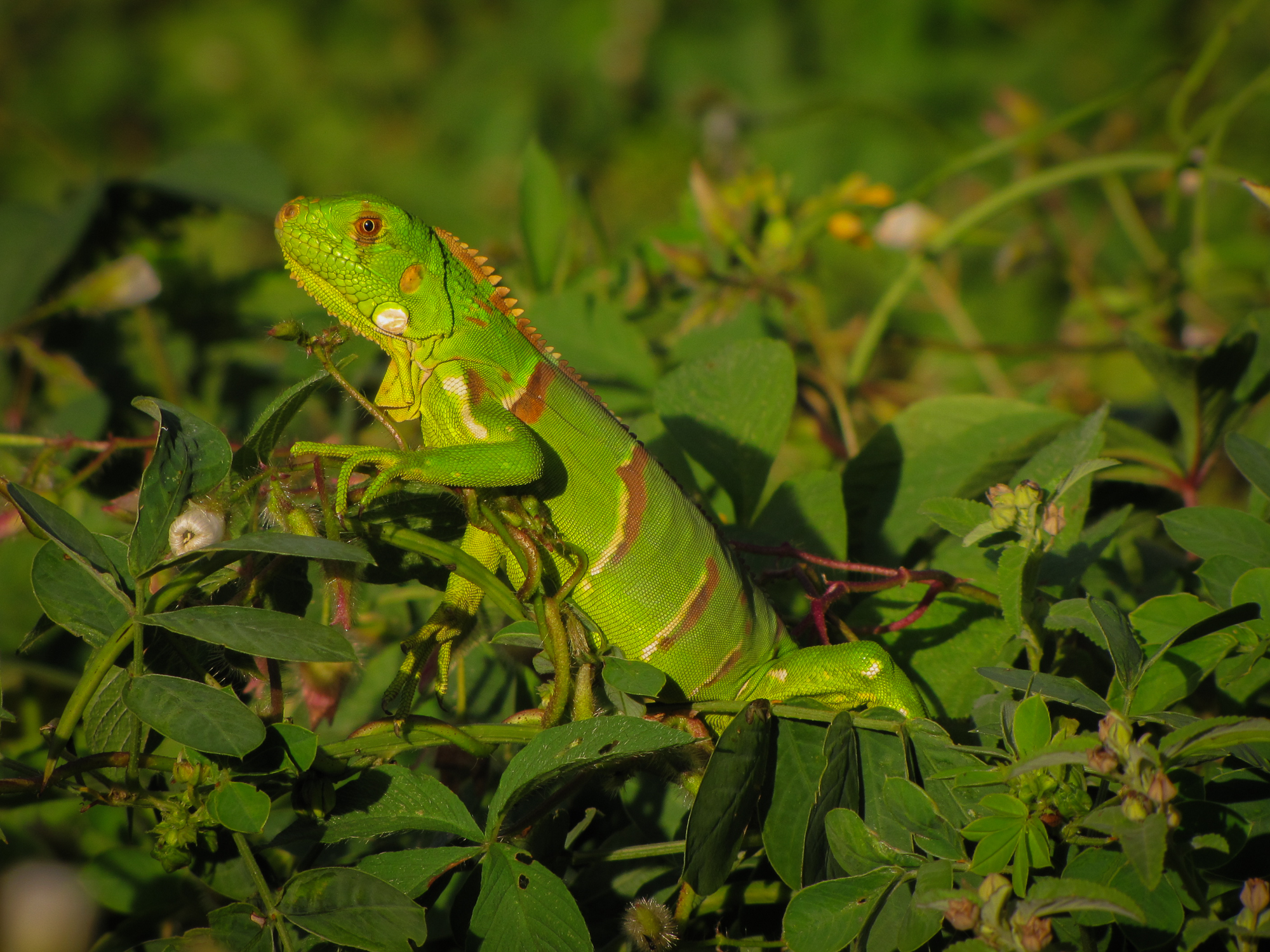
Giovane esemplare di iguana verde, fotografata a Brejo da Madre de Deus, nello stato brasiliano del Pernambuco.
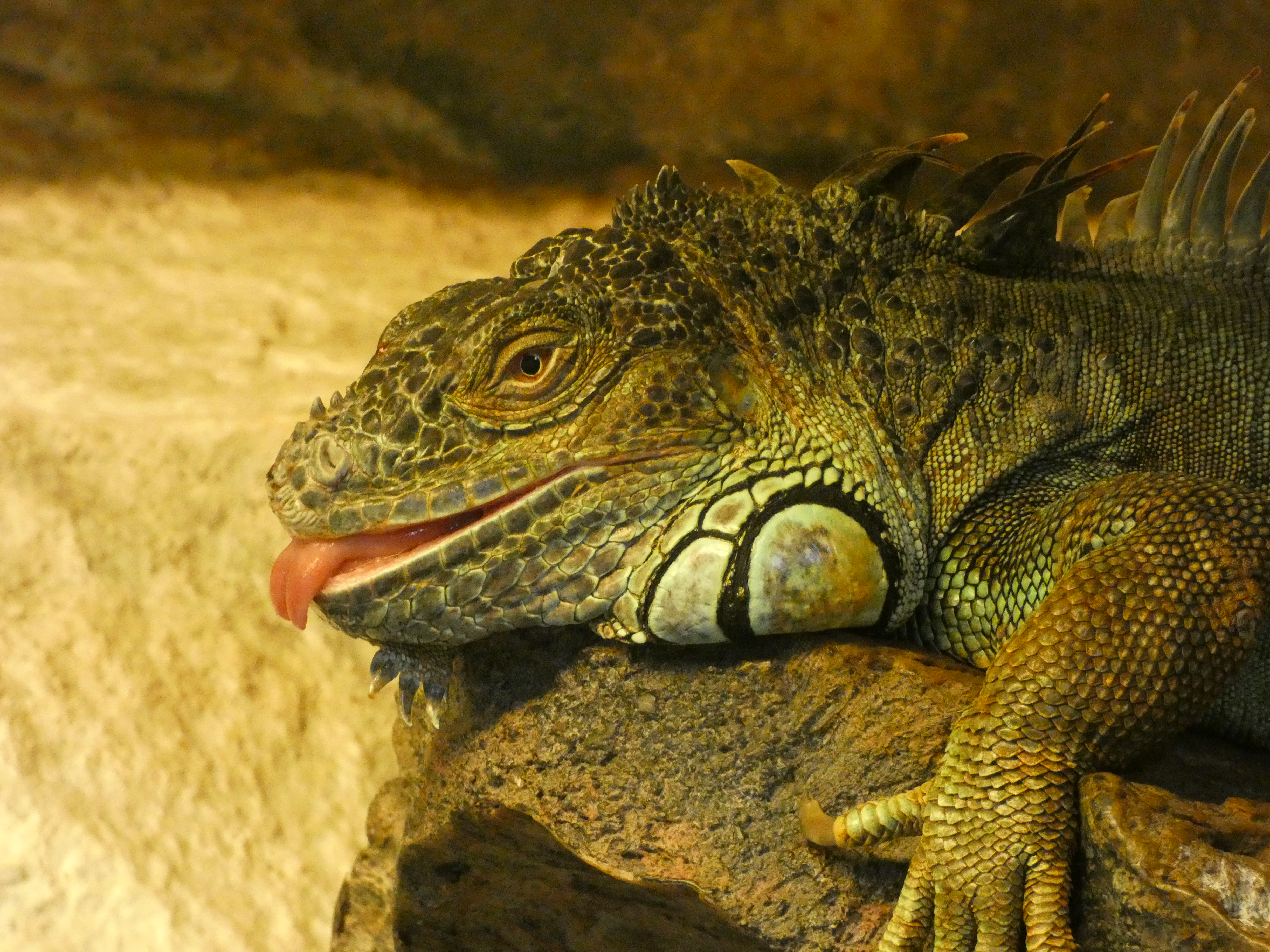
Esemplare al Reptilienzoo Happ